# Onchidiopsis
Onchidiopsis är ett släkte av snäckor. Onchidiopsis ingår i familjen Lamellariidae.
Kladogram enligt Catalogue of Life:
| Onchidiopsis | \| \| Onchidiopsis corys \| \| \| \| \| \| Onchidiopsis glacialis \| \| \| \| \| \| Onchidiopsis hannai \| \| \| \| \| \| Onchidiopsis kingmaruensis \| \| \| \| |
|              | \| \| Onchidiopsis corys \| \| \| \| \| \| Onchidiopsis glacialis \| \| \| \| \| \| Onchidiopsis hannai \| \| \| \| \| \| Onchidiopsis kingmaruensis \| \| \| \| |
|              | Calyptoconcha |
|              | |
|              | Lamellaria |
|              | |
|              | Marsenina |
|              | |
|              | Marseniopsis |
|              | |
|              | Velutina |
|              | |
|              | Onchidiopsis corys |
|              | |
|              | Onchidiopsis glacialis |
|              | |
|              | Onchidiopsis hannai |
|              | |
|              | Onchidiopsis kingmaruensis |
|              | |

|  | Onchidiopsis corys         |
|  |                            |
|  | Onchidiopsis glacialis     |
|  |                            |
|  | Onchidiopsis hannai        |
|  |                            |
|  | Onchidiopsis kingmaruensis |
|  |                            |